# Auguste Jouve

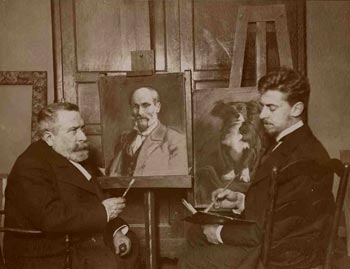
Auguste und Paul Jouve im Atelier

Auguste Jouve (* 11. Juli 1846 in Lyon; † nach 1899) war ein französischer Maler, Bildhauer und Fotograf. Er war der Vater des sehr viel bekannteren Malers und Bildhauers Paul Jouve.

## Leben
Auguste Jouve wurde an der École des Beaux-Arts in Lyon ausgebildet und zog später nach Paris. Er war mit Theo und Vincent van Gogh sowie dem Tiermaler Olivier de Penne befreundet. Jouve malte Landschaften und Porträts und schuf Keramiken. Eine seiner Vorlieben war die Fotografie. Er arbeitete mit einer Bellini-Kamera, die auch sein Sohn Paul anfangs noch nutzte. Laut Suisse soll Jouve 1899 eine Goldmedaille der Pariser Weltausstellung erhalten haben, was unmöglich ist, weil diese erst 1900 stattfand – vielleicht beteiligt er sich jedoch 1899 an deren Vorbereitung. Drei seiner Gemälde befinden sich im Van Gogh Museum in Amsterdam, u. a. eines seiner Ehefrau Louise Jouve mit einem Schoßhund; ein Blumenstillleben ist im Besitz des Amsterdamer Rijksmuseums.